# Desoxipipradol

Strukturformel för desoxipipradol

Desoxipipradol eller 2-benshydrylpiperidin är en läkemedelssubstans som utvecklades av CIBA på 1950-talet som tänkt läkemedel mot narkolepsi och hyperaktivitet. Utvecklingen avbröts sedan metylfenidat tagits fram av samma företag, och desoxipipradol togs aldrig i kliniskt bruk.
Desoxipipradol är ett piperidinderivat och dess kemiska struktur är nära besläktad med den hos metylfenidat och pipradol.
Substansen är narkotikaklassad i Sverige sedan 1 september 2011 och ingår i förteckning I.